# Jostedalsbreen
Jostedalsbreen (-en = bestimmter männlicher Artikel) in der norwegischen Provinz Vestland nördlich des Sognefjords ist der größte europäische Festlandsgletscher. In Nord-Ost-Richtung hat er eine Länge von etwa 40 km und ist in südwestlicher Richtung etwa 15 km breit. Die Eisschicht ist bis zu 500 m dick. Die Fläche betrug im Jahr 2006 474 km². Noch größere Gletscher in Europa gibt es auf Island, Svalbard und Nowaja Semlja. Vom Plateau des Jostedalsbre fließt das Eis über 28 Auslassgletscher in verschiedene Richtungen ab.

## Beschreibung
Der Gletscher befindet sich in einem Höhenbereich von 345 bis 2008 Metern über dem Meer. Einige wenige Gipfel wie die Suphellenipa (1731 m) oder die Lodalskåpa (2083 m) ragen aus dem Gletscher heraus. Sein höchster Punkt liegt bei knapp über 2000 Metern, seine mittlere Höhe beträgt etwa 1450 Meter. Unter dem Eispanzer liegt ein Gneisplateau, das Fjell. Der Gletscher wird von Niederschlägen und Lawinen genährt. Sein Abfluss führt unter anderem in den Nordfjord und in den Sognefjord. Aufgrund des ozeanischen Klimas gibt es nur sehr geringe Temperaturschwankungen.
Der Jostedalsbre ist kein Überrest der letzten Eiszeit, sondern entstand erst gegen Ende des mittleren Holozän, als das Klima vor ungefähr 5000 Jahren kühler wurde. Zu jener Zeit war die Firnlinie ungefähr 400 m höher als heute. Durch die Abkühlung konnten sich in der Region Gletscher bilden. Die kälteste Zeit dauerte wahrscheinlich vom 16. bis ins 19. Jahrhundert. Um 1750 war das Klima am kühlsten (→ Kleine Eiszeit), und die Gletscher Norwegens hatten ihre größte Ausdehnung. Seitdem schrumpfen die meisten deutlich (→ Gletscherschwund seit 1850).

## Auslassgletscher
Die bedeutendsten und bekanntesten Auslassgletscher des Jostedalsbre sind der Bøyabre, der Briksdalsbre im Westen und der Nigardsbre im Osten. Als Hauptzunge wird der Bøyabre angesehen. Sein Gletschereis wächst oder schmilzt je nachdem, ob der Winter kräftige Schneefälle brachte oder nicht. Wie zwei Fotos auf der Infotafel am Fuße dieses Gletschers (1880/1890 und 1994) und auch eine Studie des Norsk Bremuseum & Ulltveit-Moe senter for klimaviten (2015) zeigen, hat sich der Zungenrand im Laufe von mehr als 100 Jahren stark bergwärts zurückgezogen. Er hat seinen höchsten Punkt bei etwa 1700 m ü. NHN, der untere Zungenrand befindet sich auf ca. 300 m ü. NHN. Der Bøyabre liegt nah an der Reichsstraße 5 (Riksvei 5).

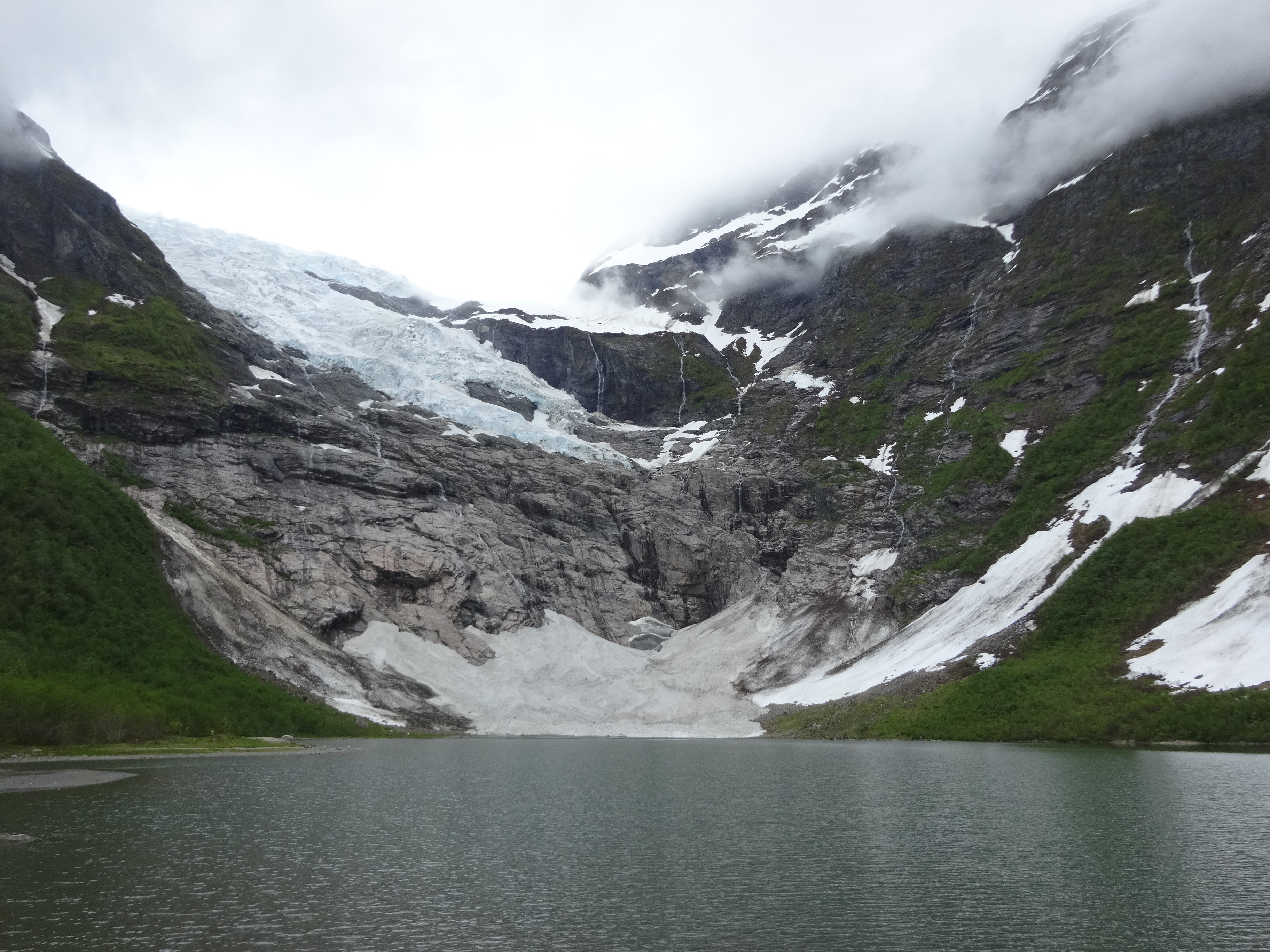
Bøyabreen

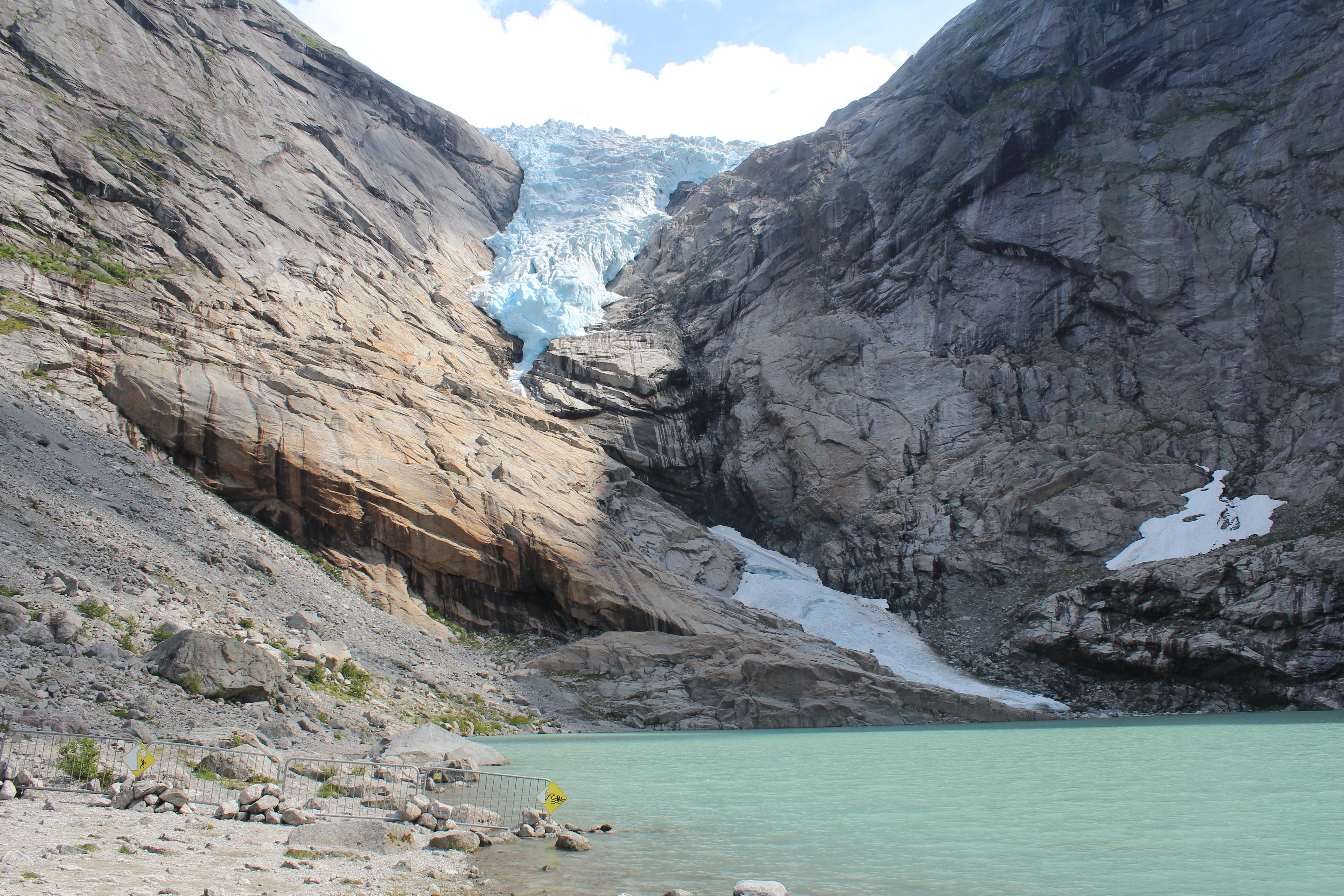
Briksdalsbreen

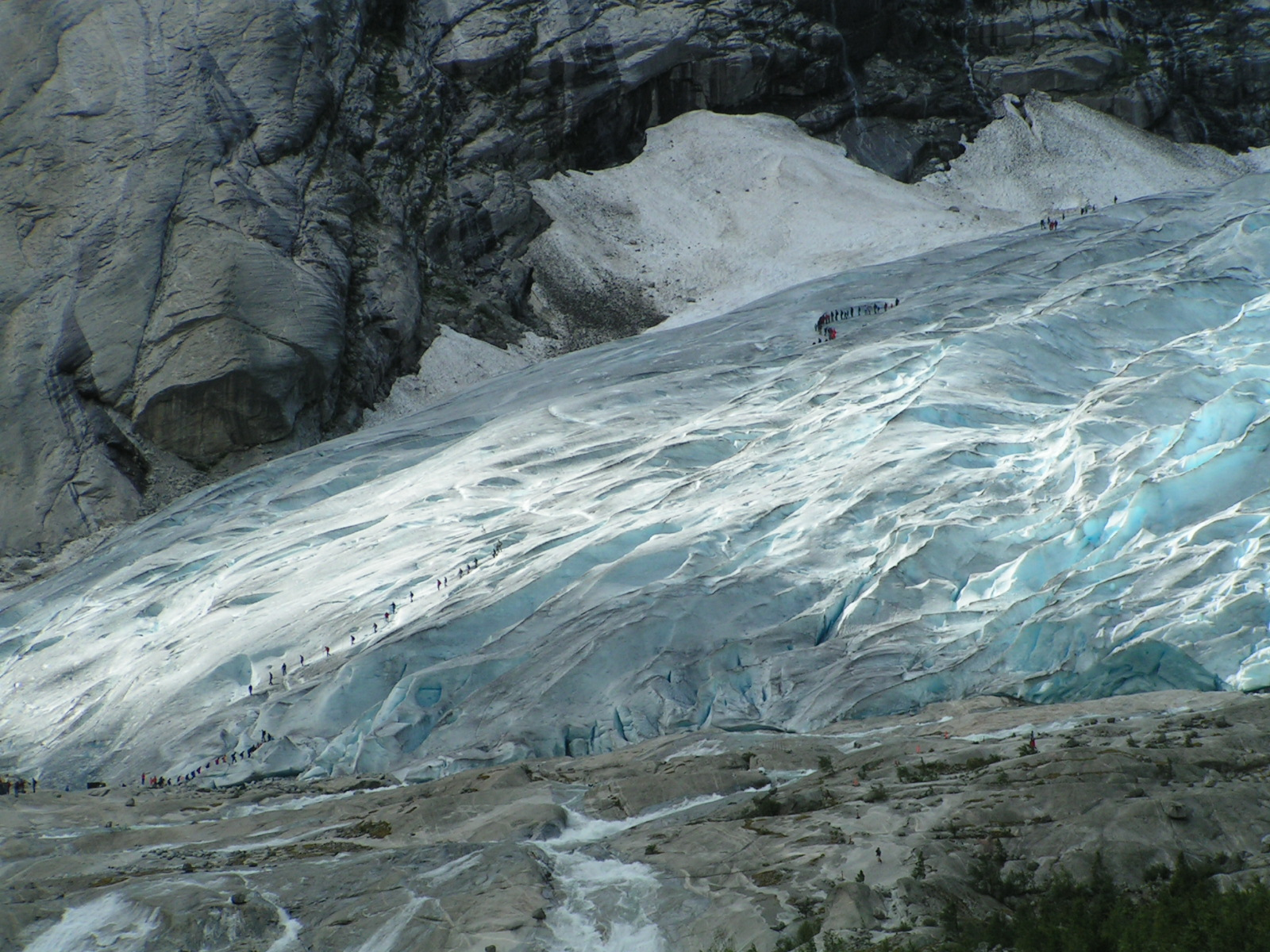
Nigardsbreen mit Gletscherwanderern

Folgende einzeln bezeichnete Auslassgletscher gehören zum Jostedalsbre:
| - Austdalsbreen im Jostetal - Stigaholtbreen im Jostetal - Lodalsbreen og Småttene im Jostetal - Fåbergstølsbreen im Jostetal - Nigardsbreen im Jostetal - Tuftebreen in Krundalen im Jostetal - Baklibreen in Krundalen im Jostetal - Bergsetbreen in Krundalen im Jostetal - Vetledalsbreen in Krundalen im Jostetal - Tunsbergdalsbreen im Jostetal - Austerdalsbreen mit Torsbreen, Odinsbreen und Lokebreen bei Veitastrond - Langedalsbreen im Langetal in Veitastrond - Bjørnakyrkjebreen im Langetal in Veitastrond - Nystølsbreen im Langetal in Veitastrond - Bjørnakyrkjebreen im Langetal in Veitastrond - Nystølsbreen im Langedtal in Veitastrond | - Vetle Supphellebreen in Fjærland - Supphellebreen mit Flatbreen in Fjærland - Bøyabreen in Fjærland - Vetlebreen in Fjærland - Marabreen in Jølster - Lundabreen in Jølster - Befringsbreen in Startal in Jølster - Breen bei Kaldakari in Startal in Jølster - Melkevollbreen in Olden - Tjøtabreen in Olden - Briksdalsbreen in Olden - Brenndalsbreen in Olden - Ruteflottbreen bei Loen in der Gemeinde Stryn - Kjenndalsbreen bei Loen - Krunebreen in Loen - Bødalsbreen in Loen - Bohrsbreen in Loen - Erdalsbreen in Stryn - Vetledalsbreen in Stryn - Syngeskardsbreen in Stryn |  |

## Gletschermuseen und Nationalpark
Es existieren drei Museen, Breheimsenteret in Jostetal, Jostedalsbreen Nasjonalparksenter in Oppstryn (Stryn) und Norsk bremuseum in Fjærland.
Seit 1991 gibt es zum Schutz der Natur den Jostedalsbreen-Nationalpark mit einer Fläche von 1315 km². Er umfasst außer dem Gletschereis auch baumbestandene Areale.

## Trivia
Im Jahr 1972 stürzte ein Kleinflugzeug auf dem Jostedalsbreenplateau ab, wobei der Pilot ums Leben kam. Das Flugzeug konnte nicht geborgen werden und versank in den folgenden Jahren vollständig in Schnee und Eis. Das Wrack ist nicht wieder aufgetaucht. Experten vermuten die Wrackteile im Bøyabre.
Vikingfjord Vodka wird mit Wasser aus dem Gletscher hergestellt.